# Banjar (peuple)
Pour les articles homonymes, voir Banjar.
Banjar (اورڠ بنجر en écriture Jawi) est le nom que se donnent les populations de la côte sud de l'île de Bornéo en Indonésie (province de Kalimantan du Sud). Les Banjars ont beaucoup voyagé en mer, dans l'archipel indonésien et aux alentours, ainsi qu'à travers l'océan Indien. Ils sont notamment les ancêtres des migrants austronésiens formant l'essentiel de la population malgache, d'après une récente étude du CNRS.

## Langue et culture
La langue banjar est une forme de malais. Elle est classée dans le sous-groupe dit « malais local » des langues malaïques dans la branche des langues malayo-polynésiennes des langues austronésiennes.

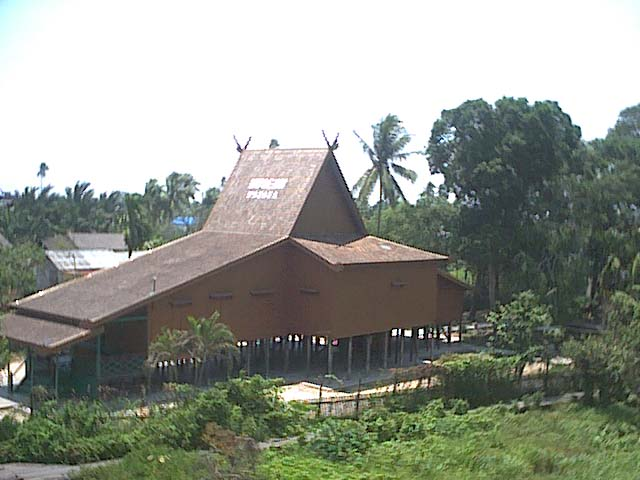
Une rumah bubungan tinggi, bâtiment principal des demeures aristocratiques banjar.
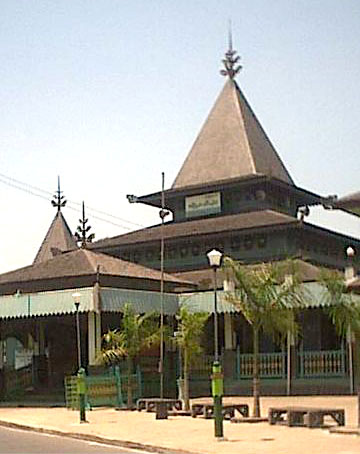
La mosquée Suriansyah à Banjarmasin, un autre exemple d'architecture banjar.